# Evans Soligo
Evans Soligo (Venezia, 14 gennaio 1979) è un allenatore di calcio ed ex calciatore italiano, di ruolo centrocampista.

## Carriera

### Club
Cresciuto nel Venezia, gioca la sua prima stagione tra i professionisti al Sandonà, in Serie C2, nel 1998-99. Giunto in prestito, il diciannovenne veneziano disputa da titolare l'intero campionato (concluso dalla squadra al quarto posto), realizzando la rete decisiva nella doppia sfida delle semifinali play-off contro il Rimini, tappa per la promozione in Serie C1 raggiunta poi con la vittoria per 1-0 in finale contro la Triestina. L'anno successivo passa, sempre in prestito dal Venezia, alla SPAL dove disputa un campionato conclusosi per la sua squadra con l'ottavo posto a quattro punti dalla zona play-off. Successivamente si trasferisce al Lumezzane dove gioca per due stagioni, sempre in Serie C1.
Nel 2002 Maurizio Zamparini, ex proprietario del Venezia, acquista il Palermo, portandosi in Sicilia tra i vari anche  Soligo, che comunque non trova spazio per cui finisce per tornare, in prestito, proprio al Venezia. Inizialmente poco impiegato da Gianfranco Bellotto, Soligo si guadagna con il passare delle giornate la titolarità nella formazione arancioneroverde.
Per la stagione 2003-2004 fa parte della rosa del Palermo, e anche stavolta trova poco spazio. Colleziona solo 9 presenze tra campionato e Coppa Italia (contro la Roma, ma a fine stagione vince ugualmente, da comprimario, la Serie B.
Fuori dai piani dei rosanero per la stagione di ritorno in Serie A, il 21 luglio 2004 viene ceduto in prestito al Triestina; mentre nel gennaio 2005 al Verona.
Nel 2005 viene acquistato dalla Salernitana dopo la retrocessione, e nella stagione 2006-2007 viene nominato capitano.
Invece, la stagione successiva conquista la promozione in Serie B.
Il 1º luglio 2010 il Vicenza annuncia di averlo ingaggiato fino al giugno 2012. Esordisce con la nuova maglia alla prima giornata di campionato contro l'Atalanta e segna il suo primo gol in biancorosso - e l'unico stagionale - il 7 febbraio 2011, permettendo ai suoi di prevalere per 0-1 sul Livorno. Chiude la stagione con 35 presenze.
Gioca per i veneti anche nella stagione 2011-2012, in cui disputato un totale di 36 partite: 34 partite nel campionato regolare di Serie B e 2 nei play-out persi contro l'Empoli.
Il 13 luglio 2012 si trasferisce alla Paganese, in Lega Pro Prima Divisione. Terminata la stagione con gli azzurrostellati, non rinnova il contratto in scadenza e rimane svincolato.
Nel novembre 2013 ritorna in Veneto accasandosi fino a fine stagione al Delta Porto Tolle, compagine neopromossa in Lega Pro Seconda Divisione. Nell'estate 2014 si accorda con il 
San Marino società di Lega Pro.
Nell'estate 2015 firma per il Venezia tornando a giocare dopo più di dodici anni nella società lagunare. Con la società arancio-nero-verde, conquista due promozioni sul campo, dalla Serie D alla Serie C e dalla medesima fino a conquistare la Serie B nella stagione 2016-2017.
Finita la stagione 2017-2018 decide di ritirarsi dal calcio giocato.

### Allenatore
Per la stagione 2019-2020 ricopre il ruolo di vice allenatore della formazione Primavera del Venezia.
Nel giugno 2025 fa ritorno al Palermo, entrando a far parte dello staff tecnico di Filippo Inzaghi per la stagione 2025-2026.

## Statistiche

### Presenze e reti nei club
| Stagione           | Squadra            | Campionato         | Campionato | Campionato | Coppe nazionali | Coppe nazionali | Coppe nazionali | Coppe continentali | Coppe continentali | Coppe continentali | Altre coppe | Altre coppe | Altre coppe | Totale | Totale |
| Stagione           | Squadra            | Comp               | Pres       | Reti       | Comp            | Pres            | Reti            | Comp               | Pres               | Reti               | Comp        | Pres        | Reti        | Pres   | Reti   |
| ------------------ | ------------------ | ------------------ | ---------- | ---------- | --------------- | --------------- | --------------- | ------------------ | ------------------ | ------------------ | ----------- | ----------- | ----------- | ------ | ------ |
| 1997-1998          | Venezia            | B                  | 0          | 0          | CI              | 0               | 0               | -                  | -                  | -                  | -           | -           | -           | 0      | 0      |
| 1998-1999          | Sandonà            | C2                 | 33+2       | 2+1        | CI              | 2               | 0               | -                  | -                  | -                  | -           | -           | -           | 37     | 3      |
| 1999-set. 2000     | SPAL               | C1                 | 28         | 3          | CI              | 6               | 0               | -                  | -                  | -                  | -           | -           | -           | 34     | 3      |
| set. 2000-2001     | Lumezzane          | C1                 | 31         | 3          | -               | -               | -               | -                  | -                  | -                  | -           | -           | -           | 31     | 3      |
| 2001-2002          | Lumezzane          | C1                 | 30         | 0          | CI              | 1               | 0               | -                  | -                  | -                  | -           | -           | -           | 31     | 0      |
| Totale Lumezzane   | Totale Lumezzane   | Totale Lumezzane   | 61         | 3          |                 | 1               | 0               |                    | -                  | -                  |             | -           | -           | 62     | 3      |
| 2002-2003          | Venezia            | B                  | 18         | 1          | CI              | 0               | 0               | -                  | -                  | -                  | -           | -           | -           | 18     | 1      |
| 2003-2004          | Palermo            | B                  | 9          | 0          | CI              | 4               | 1               | -                  | -                  | -                  | -           | -           | -           | 13     | 1      |
| 2004-gen. 2005     | Triestina          | B                  | 17         | 1          | CI              | 4               | 1               | -                  | -                  | -                  | -           | -           | -           | 21     | 2      |
| gen.-giu. 2005     | Verona             | B                  | 11         | 0          | CI              | 0               | 0               | -                  | -                  | -                  | -           | -           | -           | 11     | 0      |
| 2005-2006          | Salernitana        | C1                 | 33+2       | 2+0        | -               | -               | -               | -                  | -                  | -                  | -           | -           | -           | 35     | 2      |
| 2006-2007          | Salernitana        | C1                 | 33         | 1          | CI              | 0               | 0               | -                  | -                  | -                  | -           | -           | -           | 33     | 1      |
| 2007-2008          | Salernitana        | C1                 | 31         | 1          | -               | -               | -               | -                  | -                  | -                  | SL-C1       | 2           | 0           | 33     | 1      |
| 2008-2009          | Salernitana        | B                  | 28         | 2          | CI              | 2               | 0               | -                  | -                  | -                  | -           | -           | -           | 30     | 2      |
| 2009-2010          | Salernitana        | B                  | 41         | 4          | CI              | 2               | 0               | -                  | -                  | -                  | -           | -           | -           | 43     | 4      |
| Totale Salernitana | Totale Salernitana | Totale Salernitana | 166+2      | 11+0       |                 | 4               | 2               |                    | -                  | -                  |             | 2           | 0           | 174    | 13     |
| 2010-2011          | Vicenza            | B                  | 35         | 1          | CI              | 2               | 0               | -                  | -                  | -                  | -           | -           | -           | 37     | 1      |
| 2011-2012          | Vicenza            | B                  | 34+2       | 1+0        | CI              | 0               | 0               | -                  | -                  | -                  | -           | -           | -           | 36     | 1      |
| Totale Vicenza     | Totale Vicenza     | Totale Vicenza     | 69+2       | 2+0        |                 | 2               | 0               |                    | -                  | -                  |             | -           | -           | 73     | 2      |
| 2012-2013          | Paganese           | 1D                 | 27         | 0          | CI              | 1               | 0               | -                  | -                  | -                  | -           | -           | -           | 28     | 0      |
| 2013-2014          | Delta Porto Tolle  | 2D                 | 22+4       | 1+0        | CI              | 0               | 0               | -                  | -                  | -                  | -           | -           | -           | 27     | 1      |
| 2014-2015          | San Marino         | LP                 | 31         | 1          | CI              | 0               | 0               | -                  | -                  | -                  | -           | -           | -           | 31     | 1      |
| 2015-2016          | Venezia            | D                  | 30         | 3          | CI-D            | 1               | 0               | -                  | -                  | -                  | -           | -           | -           | 31     | 3      |
| 2016-2017          | Venezia            | LP                 | 26         | 1          | CILP            | 7               | 0               | -                  | -                  | -                  | SLP         | 2           | 0           | 35     | 1      |
| 2017-2018          | Venezia            | B                  | 2          | 0          | CI              | 1               | 0               | -                  | -                  | -                  | -           | -           | -           | 3      | 0      |
| Totale Venezia     | Totale Venezia     | Totale Venezia     | 76         | 5          |                 | 9               | 0               |                    | -                  | -                  |             | 2           | 0           | 87     | 5      |
| Totale carriera    | Totale carriera    | Totale carriera    | 550+10     | 29         |                 | 33              | 2               |                    | -                  | -                  |             | 2           | 0           | 595    | 31     |

## Palmarès

### Club

#### Competizioni nazionali
- Campionato italiano di Serie B: 1

Palermo: 2003-2004
- Campionato italiano Serie C: 1

Salernitana: 2007-2008
- Serie D: 1

Venezia: 2015-2016
- Lega Pro: 1

Venezia: 2016-2017
- Coppa Italia Lega Pro: 1

Venezia: 2016-2017